# Xiphophorus monticolus
Xiphophorus monticolus är en fiskart som beskrevs av Kallman, Walter, Morizot och Kazianis 2004. Xiphophorus monticolus ingår i släktet Xiphophorus och familjen Poeciliidae. Inga underarter finns listade i Catalogue of Life.